# Princess Tower
Princess Tower — жилой небоскрёб, расположенный в Дубае в районе Дубай Марина, ОАЭ. Высота здания составляет 414 м, при 101 этаже — это второе по высоте жилое здание в мире. Также этот небоскрёб является 2-м по высоте в городе, 15-м по высоте в Азии и 21-м по высоте в мире. В здании расположено 763 квартиры и 957 машино-мест на подземной парковке. Восемь этажей отведено под розничную торговлю. Строительство было завершено в 2012 году.